# Raumfahrtnation

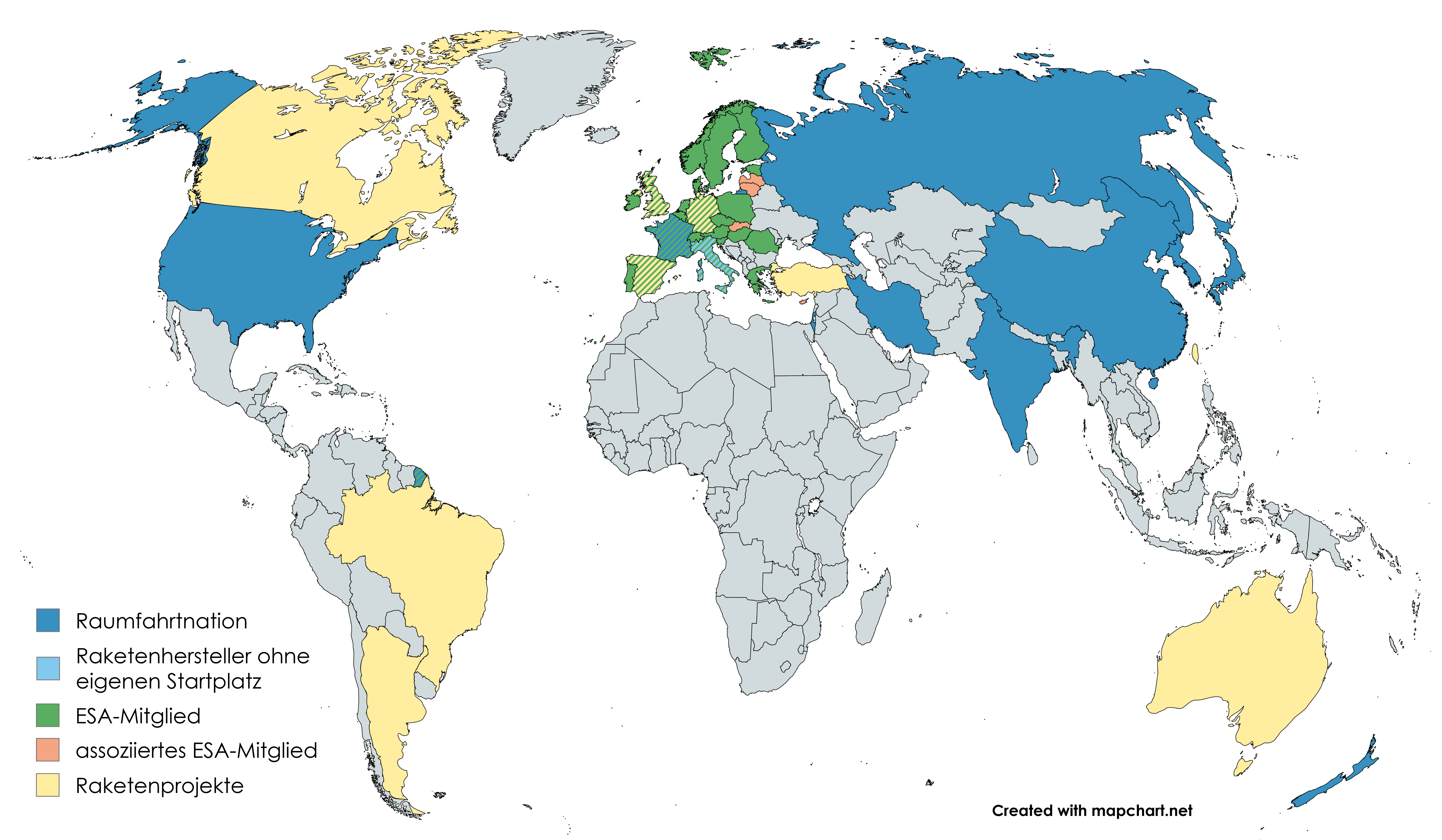
Raumfahrtnationen, ESA-Mitgliedstaaten und Länder mit Trägerraketen-Entwicklungsprojekten

Als Raumfahrtnation oder raumfahrender Staat wird ein Land bezeichnet, das in der Lage ist, mit eigenen Trägerraketen eigene Satelliten in den Weltraum zu befördern.
Bemannte Raumfahrt betrieben bzw. betreiben bislang nur die USA, die Sowjetunion, Russland und China. Zudem entwickelt Indien ein eigenes Raumschiff, dessen erster bemannter Start für 2025 angestrebt wird.
Siehe auch: Übersicht heutiger Trägerraketen, geordnet nach Staaten

## Aktive Raumfahrtnationen

### China
Seit 1992 fördert die Volksrepublik China die Raumfahrt in verstärktem Maße. Am 15. Oktober 2003 schickte das Büro für bemannte Raumfahrt den ersten Raumfahrer mit einem Shenzhou-Raumschiff in die Erdumlaufbahn. Neben Russland und den USA ist China somit als drittes Land in der Lage, bemannte Raumflüge durchzuführen. Der Schwerpunkt des Landes liegt momentan beim Aufbau des Nationalen Netzwerks mit zahlreichen Satelliten in verschiedenen Umlaufbahnen, die Navigation, Erdbeobachtung und Internetzugang über Satellit bieten. Mit der Chinesischen Planetenerkundung besteht ein Programm zur Erforschung des Sonnensystems. Es wurde eine eigene Raumstation gebaut, außerdem fanden unbemannte Mondlandungen statt (Chang’e 3 bis Chang’e 5). Für die 2030er Jahre sind bemannte Mondlandungen geplant.
China verfügte Ende 2024 über die weltweit größte Auswahl an Trägerraketen (20, gegenüber 12 in den USA) und ist nach den USA das Land mit den zweitmeisten orbitalen Starts. Seit Ende 2014 gestattet die chinesische Regierung privaten Kapitalgebern, auf dem Markt für Trägerraketen und Kleinsatelliten aktiv zu werden.

### Europäische Staaten im Verbund der ESA
Europa hatte von den 1990ern bis Mitte der 2010er Jahre mit der Ariane-Rakete eine marktbeherrschende Stellung beim Transport kommerzieller Satelliten in den Weltraum, nachdem zuvor in den 1960er und 1970er Jahren die Entwicklung einer eigenen Trägerrakete Europa erfolglos blieb. Allerdings brachten in den 1960er und 1970er Jahren mehrere französische Raketen vom Typ Diamant und 1971 eine britische Rakete des Typs Black Arrow erfolgreich Satelliten in eine Erdumlaufbahn. Nachdem die ESA in den 1980er Jahren sehr eng mit den USA zusammenarbeitete, beispielsweise mit dem Spacelab-Projekt, ergaben sich nach dem Fall des Eisernen Vorhangs auch andere Kooperationsmöglichkeiten. Erste Schritte wurden durch den Besuch von europäischen Astronauten auf der Raumstation Mir vollzogen. Am Bau und Betrieb der Internationalen Raumstation (ISS) nimmt Europa mit eigens dafür entwickelten Elementen teil. Das Columbus-Modul ist ein Wissenschaftslabor, das am 11. Februar 2008 an der ISS montiert wurde. Das Automated Transfer Vehicle (ATV) diente einige Jahre lang als Versorgungsraumschiff für die ISS. Auch am Artemis-Mondprogramm ist Europa beteiligt.
In den frühen 2020er Jahren geriet die europäische Raumfahrt in eine Krise. Sämtliche von Europa betriebenen Raketen – die Ariane, die Vega und die gemeinsam mit Russland betriebene Sojus ST – fielen wegen Verzögerungen bei der Entwicklung von Nachfolgemodellen, wegen technischer Probleme oder aus politischen Gründen aus, sodass Europa im Herbst 2023 erstmals seit 1979 über kein eigenes betriebsbereites Trägersystem mehr verfügte. Die ESA griff daher auf Startdienste des US-amerikanischen Unternehmens SpaceX zurück.

### Indien
Auch Indien verstärkt seine Raumfahrtaktivitäten und kann bereits auf mehrere im eigenen Land gebaute Satelliten und Trägerraketen (ASLV, PSLV, GSLV, SSLV) verweisen. Den ersten erfolgreichen Satellitenstart führte Indien am 18. Juli 1980 aus, die erste Mondsonde Chandrayaan-1 wurde am 22. Oktober 2008 auf den Weg gebracht. Triebfeder der Entwicklung war der ehemalige Staatspräsident A. P. J. Abdul Kalam, der früher für die Entwicklung des Raketen- und Raumfahrtprogramms des Landes zuständig war und neben Vikram Sarabhai als Vater der indischen Raumfahrt gilt. Am 23. August 2023 gelang Indien mit Chandrayaan-3 als viertem Land eine unbemannte Mondlandung. Langfristig verfolgt die indische Raumfahrtbehörde das Ziel eines eigenen bemannten Raumstation und einer bemannten Mondlandung.

### Iran
Am 2. Februar 2009 gelang es dem Iran erstmals, einen Satelliten (Omid) ins Weltall zu befördern. Der Satellit umrundete iranischen Angaben zufolge 15 Mal täglich die Erde und nahm nicht näher spezifizierte Messungen vor. Bis 2023 gelangen dem Iran sechs weitere Satellitenstarts. Mittlerweile verfügt das Land über drei aktive Trägeraketenprojekte: Die bei den ersten Starts eingesetzte Safir und die vom Militär betriebenen Raketen Ghased und Ghaem.

### Israel
Israel führte 1988 den ersten erfolgreichen Start seiner Trägerrakete Shavit durch. Seitdem erfolgten weitere Starts, meist mit mehreren Jahren Abstand. Die Nutzlast bestand aus militärischen Satelliten vom Typ Ofeq. Die Starts vom Startplatz Palmachim erfolgen ungewöhnlicherweise in westlicher Richtung, um in der Startphase nicht die östlichen Nachbarländer überfliegen zu müssen.

### Japan
In Japan werden ebenfalls eigene Trägerraketen, Satelliten und Raumsonden entwickelt. Daneben beteiligt sich Japan mit dem Kibō-Modul auch an der ISS. Die sehr visionär ausgerichtete Weltraumpolitik konnte aber bisher nicht vollständig in die Praxis umgesetzt werden. Immer wieder führten Rückschläge und Finanzprobleme zu Verzögerungen, obwohl die Bevölkerung im Gegensatz zu den Europäern den Projekten aufgeschlossener gegenübersteht.

### Nordkorea
Das Raumfahrtprogramm von Nordkorea stützte sich zunächst auf die Interkontinentalrakete Taepodong-2 und steht somit in Spannung zur Resolution 1718 des UN-Sicherheitsrates von 2006, die Nordkorea den Start von ballistischen Raketen untersagt. Nordkorea beruft sich jedoch auf das Recht der Weltraumerforschung gemäß dem Weltraumvertrag.
Ein Start dieser Rakete fand am 5. April 2009 statt. Nordkorea behauptete, der Satellit Kwangmyŏngsŏng-2 habe die Umlaufbahn planmäßig erreicht, doch US-Radarstationen, die den Start verfolgten, meldeten, dass die Rakete die Umlaufbahn nicht erreicht habe und in den Pazifischen Ozean gestürzt sei. Erfolgreich war dagegen ein Start am 12. Dezember 2012, bei dem ein Satellit in eine Erdumlaufbahn gebracht wurde.
Seit 2023 testet Nordkorea die neuen Trägerrakete Chŏllima-1.

### Russland
Der sowjetischen Raumfahrt gelangen Ende der 1950er und Anfang der 1960er Jahre viele Erstleistungen, vor allem der Start des ersten künstlichen Satelliten (Sputnik 1, 1957) und der erste bemannte Raumflug (Wostok 1, 1961). Das sowjetische bemannte Mondprogramm scheiterte jedoch, und nach der US-amerikanischen Mondlandung konzentrierte sich die sowjetische Raumfahrt auf Raumstationen in der Erdumlaufbahn und auf Langzeitflüge. Mit Buran sollte ein eigener Raumgleiter entwickelt werden, das Programm wurde aber nach nur einem unbemannten Testflug eingestellt.
Auch nach dem Zusammenbruch der Sowjetunion gehört Russland zu den führenden Raumfahrtnationen. Zur Besatzung der Internationalen Raumstation (ISS) gehört immer mindestens ein russischer Raumfahrer, und die Sojus-Raumschiffe sind unverzichtbarer Teil des Betriebs, ebenso wie die unbemannten Progress-Transporter. Auch in der unbemannten Raumfahrt spielt Russland eine starke Rolle. Bis 2015 wurden die meisten Satellitenstarts mit russischen Raketen durchgeführt, vor allem mit den Typen Sojus und Proton.
Russland verlor die Marktführerschaft für Satellitenstarts an Arianespace, das diese wiederum 2017 an SpaceX verlor. Zum Verlust der russischen Marktführerschaft trugen Verzögerungen bei der Einführung neuer Trägerraketen wie der Angara und der Sojus-5 bei. Auch für die Versorgung der ISS entstanden US-amerikanische Alternativen. Zudem gingen durch den Russisch-Ukrainischen Krieg ab 2014 Know-how, Zulieferer und Raketenmodelle wie die Dnepr und die Zyklon verloren, die zuvor in Russland gestartet waren.

### Ukraine
Die Ukraine suchte seit dem Zerfall der Sowjetunion Kooperationen mit westlichen Unternehmen. So fanden gemeinsam mit der Schweizer Sea Launch Starts der ukrainischen Rakete Zenit statt, die weiterhin russische Bauteile enthielt. Die ukrainische Raumfahrtindustrie entwickelte und produzierte auch die Erststufe der amerikanischen Rakete Antares und war an dem amerikanischen Raketenbauer Firefly Aerospace beteiligt. Zudem baut sie die obere Stufe der italienischen Vega.
Mit Fortschreiten und weiterer Eskalation des Russisch-Ukrainischen Kriegs endete zunächst die Zusammenarbeit der ukrainischen Raumfahrtindustrie mit Russland und damit der Einsatz aller ukrainischen Raketen. Auch die Regierung der USA erzwang ein Ende der Zusammenarbeit mit ukrainischen Raumfahrtunternehmen, sodass deren Beteiligungen an der Antares und an Firefly endeten. Die ESA führte mehrere Vega-Fehlstarts auf Qualitätsmängel ukrainischer Komponenten zurück und sucht nach einem Ersatz für die ukrainische obere Stufe der Vega C.
In Kanada ist seit den späten 2010er Jahren ein neuer Startplatz für die ukrainische Rakete Zyklon-4 in Vorbereitung.

### Südkorea
Seit 2002 plante Südkorea auf der Basis der eigenständig entwickelten Höhenforschungsrakete KSR eine eigene Trägerrakete mit der Bezeichnung „KSLV-I“ zu bauen, um kleine bis zu 100 Kilogramm wiegende Satelliten in den Weltraum transportieren zu können. Doch schon bald entschied die südkoreanische Regierung, dass Südkorea bis 2015 zu den zehn führenden Raumfahrtnationen gehören sollte. Um die ehrgeizigen Pläne zu verwirklichen, war das ursprüngliche KSLV-Programm zu limitiert. Daraufhin wurde Ende 2004 russischen Raumfahrtunternehmen GKNPZ Chrunitschew mit der Entwicklung der ersten Stufe des KSLV-I beauftragt, die nun auf der weitaus größeren Angara basieren sollte. Nach zwei Fehlstarts 2009 und 2010 glückte der dritte Start der KSLV-1 vom Naro Space Center am 30. Januar 2013. Sie beförderte den Satelliten STSAT-2C planmäßig in einer Erdumlaufbahn, womit auch Südkorea zur Raumfahrtnation wurde.
Anfang der 2020er wurde die KSLV-I durch die wesentlich größere KSLV-II ersetzt. Diese kann Nutzlasten mit über einer Tonne Gewicht in den Weltraum bringen und ermöglicht Südkorea auch den Start von Raumsonden. Darüber hinaus bestehen Pläne für die mittelschwere Trägerrakete KSLV-III.

### USA
Die Geschichte der Raumfahrt in den Vereinigten Staaten begann offiziell mit dem am 29. Juli 1958 von Präsident Dwight D. Eisenhower unterzeichneten National Aeronautics and Space Act, der die Schaffung der NASA vorsah. Die neue Behörde nahm am 1. Oktober 1958 ihre Arbeit auf. Damals bestand sie aus vier Laboratorien und rund 8000 Mitarbeitern, die aus dem schon 43 Jahre alten National Advisory Committee for Aeronautics (NACA) stammten. Gut elf Jahre später feierte die NASA mit der ersten bemannten Mondlandung ihren spektakulärsten Erfolg. Weitere Meilensteine waren der Erstflug des Space Shuttle im April 1981 – es blieb 30 Jahre lang in Betrieb – und die erfolgreiche Einführung wiederverwendbarer Raketenstufen durch das US-Unternehmen SpaceX im Jahr 2017.
Die USA verfügen heute als einziges Land über Superschwerlastraketen wie die Falcon Heavy und das SLS. Sie sind führend in der Zahl der Raketenstarts, der ins All transportierten Nutzlastmasse, der Anzahl der betriebenen Satelliten und der bemannten staatlichen wie touristischen Raumflüge, wobei der Großteil dieser Höchstleistungen durch das Unternehmen SpaceX erbracht wird, welches auch die Falcon Heavy betreibt. Mit mindestens zwei Astronauten sind die USA ständig an Bord der ISS präsent.

## Staaten mit eigenen Raketen-Entwicklungsprojekten
Diese Staaten planten oder planen den Betrieb eigener Trägerakten.

### Argentinien
Die argentinische Weltraumbehörde CONAE entwickelt die zweistufige Trägerrakete Tronador II. Sie soll einen Satelliten von 750 kg in eine Erdumlaufbahn befördern können und im Jahr 2029 das erste Mal starten.

### Brasilien
Auch Brasilien versucht im Weltraum Fuß zu fassen, bisher jedoch mit wenig Erfolg. 1997 stürzte die erste brasilianische Trägerrakete VLS-1 kurz nach dem Start in den Atlantik. 1999 musste eine Rakete kurz nach dem Abschuss zerstört werden und am 23. August 2003 forderte eine Explosion der Rakete VLS-1 auf dem Stützpunkt Alcântara im Bundesstaat Maranhão 21 Menschenleben. Ein Projekt zum Start der ukrainischen Rakete Zyklon in Alcântara wurde 2015 aufgegeben.
Seit 2018 bemüht sich Brasilien, US-Raketenhersteller für die Nutzung des Alcântara-Startplatzes zu gewinnen.

### Taiwan
Taiwan plante bereits in den 2000er Jahren die Entwicklung einer Trägerrakete für Kleinsatelliten. Anfang 2018 fiel die Entscheidung, die taiwanesische Mittelstreckenrakete Yun Feng zu einer orbitalen Trägerrakete weiterzuentwickeln. Im Jahr 2022 war die weitere Finanzierung dieses Siraya genannten Raketenprojekts noch nicht genehmigt.

### Türkei
Der halbstaatliche Roketsan-Konzern betreibt seit den späten 2010er Jahren ein Projekt zur Entwicklung einer Reihe von orbitalen Trägerraketen.

## Staaten mit privaten Raketenprojekten
In etwa einem Dutzend Staaten betreiben Privatunternehmen Entwicklungsprojekte für neue Trägerraketen.

### Australien
In Australien startete in den 1960er Jahren die in den USA gebaute Trägerrakete Sparta und in den 1970ern die britische Black Arrow. Heute entwickelt die australisch-singapurische Firma Gilmour Space Technologies zwei neue Raketen für den Start von Kleinsatelliten, die Eris-100 und die Eris-400. Zur Förderung der lokalen Raumfahrtaktivitäten wurde 2018 die Australian Space Agency gegründet.

### Deutschland
Deutschland erreichte 1944 mit dem Aggregat 4 als erstes Land den Weltraum.
In den späten 2010er Jahren legten die bayerischen Unternehmen MT Aerospace und Isar Aerospace Konzepte für die Entwicklung orbitaler Kleinrakten vor. Mit der Isar-Rakete Spectrum soll im Rahmen des bayerischen Raumfahrtprogramms Bavaria One bis 2026 ein bayerischer Forschungssatellit starten. Auch das Raumfahrtunternehmen OHB arbeitet an seinem bayerischen Standort in Augsburg an einer kleinen Trägerrakete.

### Großbritannien
Das Vereinigte Königreich ist bekannt als der einzige Staat, der erfolgreich eine eigene Trägerrakete – die Black Arrow – entwickelte und sein Raumfahrtprogramm wieder aufgab.
Heute entwickelt das in Schottland ansässige Unternehmen Orbex die neue Rakete Prime für den Start von Kleinsatelliten. Auch ein Startplatz in Schottland ist in Planung.

### Neuseeland
Die in Neuseeland gegründete Firma Rocket Lab (Hauptsitz heute in den USA) entwickelte die leichte Trägerrakete Electron, die vom Rocket Lab Launch Complex 1 auf der neuseeländischen Māhia Peninsula startet. Seit 2018 etablierte sie sich als weltweit meistgenutzte Kleinrakete, mit rund 40 Starts bis zum Jahr 2023.

### Spanien
In Spanien entwickelt das Unternehmen PLD Space eine kleine, teilweise wiederverwendbare Trägerrakete. Ein weiteres spanisches Raketenprojekt ist der Bloostar von Zero 2 Infinity. Beide Projekte werden von der ESA gefördert, sollen aber privat betrieben werden.

### Taiwan
Das 2016 gegründete Unternehmen Taiwan Innovative Space Inc. (TiSPACE) entwickelt die Hybridrakete Hapith V für Nutzlasten bis etwa 400 kg.

## Chroniken

### Tabelle der Raumfahrtnationen
Die folgende Tabelle gibt für alle heutigen und ehemaligen Raumfahrtnationen den Zeitpunkt ihres ersten erfolgreichen Satellitenstarts mit einer eigenen Trägerrakete wieder. Frankreich und Großbritannien starteten ihre Raketen in ihren ehemaligen Kolonien Algerien bzw. Australien.
| Nr. | Datum         | Staat                  | Satelliten                                 | Trägerrakete    | Startplatz                                    |
| --- | ------------- | ---------------------- | ------------------------------------------ | --------------- | --------------------------------------------- |
| 1.  | 4. Okt. 1957  | Sowjetunion            | Sputnik 1                                  | Sputnik         | Kosmodrom Baikonur                            |
| 2.  | 1. Feb. 1958  | Vereinigte Staaten     | Explorer 1                                 | Juno I          | Cape Canaveral Launch Complex 26              |
| 3.  | 26. Nov. 1965 | Frankreich             | Astérix                                    | Diamant         | Centre interarmées d’essais d’engins spéciaux |
| 4.  | 11. Feb. 1970 | Japan                  | Ōsumi                                      | Lambda 4        | Uchinoura Space Center                        |
| 5.  | 24. Apr. 1970 | Volksrepublik China    | Dong Fang Hong 1                           | Langer Marsch 1 | Kosmodrom Jiuquan                             |
| 6.  | 28. Okt. 1971 | Vereinigtes Königreich | Prospero                                   | Black Arrow     | Woomera Prohibited Area                       |
| 7.  | 18. Juli 1980 | Indien                 | Rohini 1A                                  | SLV             | Satish Dhawan Space Centre                    |
| 8.  | 19. Sep. 1988 | Israel                 | Ofeq 1                                     | Shavit          | Luftwaffenbasis Palmachim                     |
| 9.  | 2. Feb. 2009  | Iran                   | Omid                                       | Safir           | Semnan                                        |
| 10. | 12. Dez. 2012 | Nordkorea              | Kwangmyŏngsŏng 3-2                         | Unha-3          | Sohae Space Centre                            |
| 11. | 30. Jan. 2013 | Südkorea               | STSAT-2C                                   | KSLV-1          | Naro Space Center                             |
| 12. | 21. Jan. 2018 | Neuseeland (privat)    | 2× Lemur-2, Dove Pioneer und Humanity Star | Electron        | Rocket Lab Launch Complex 1                   |

### Bemannte Raumfahrt
Die folgende Tabelle gibt den Zeitpunkt an, an dem eine Nation jeweils erstmals einen Menschen in einem eigenen Raumfahrzeug in eine Erdumlaufbahn gebracht hat:
| Nr. | Datum         | Staat               | Name         | Bezeichnung | Raumschiff      | Trägerrakete     |
| --- | ------------- | ------------------- | ------------ | ----------- | --------------- | ---------------- |
| 1.  | 12. Apr. 1961 | Sowjetunion         | Juri Gagarin | Kosmonaut   | Wostok 1        | Wostok           |
| 2.  | 20. Feb. 1962 | Vereinigte Staaten  | John Glenn   | Astronaut   | Mercury-Atlas 6 | Atlas D          |
| 3.  | 15. Okt. 2003 | Volksrepublik China | Yang Liwei   | Taikonaut   | Shenzhou 5      | Langer Marsch 2F |

Als viertes Land bereitet Indien mit dem Gaganyaan-Programm einen bemannten Raumflug vor.